# Фильм-рекордер

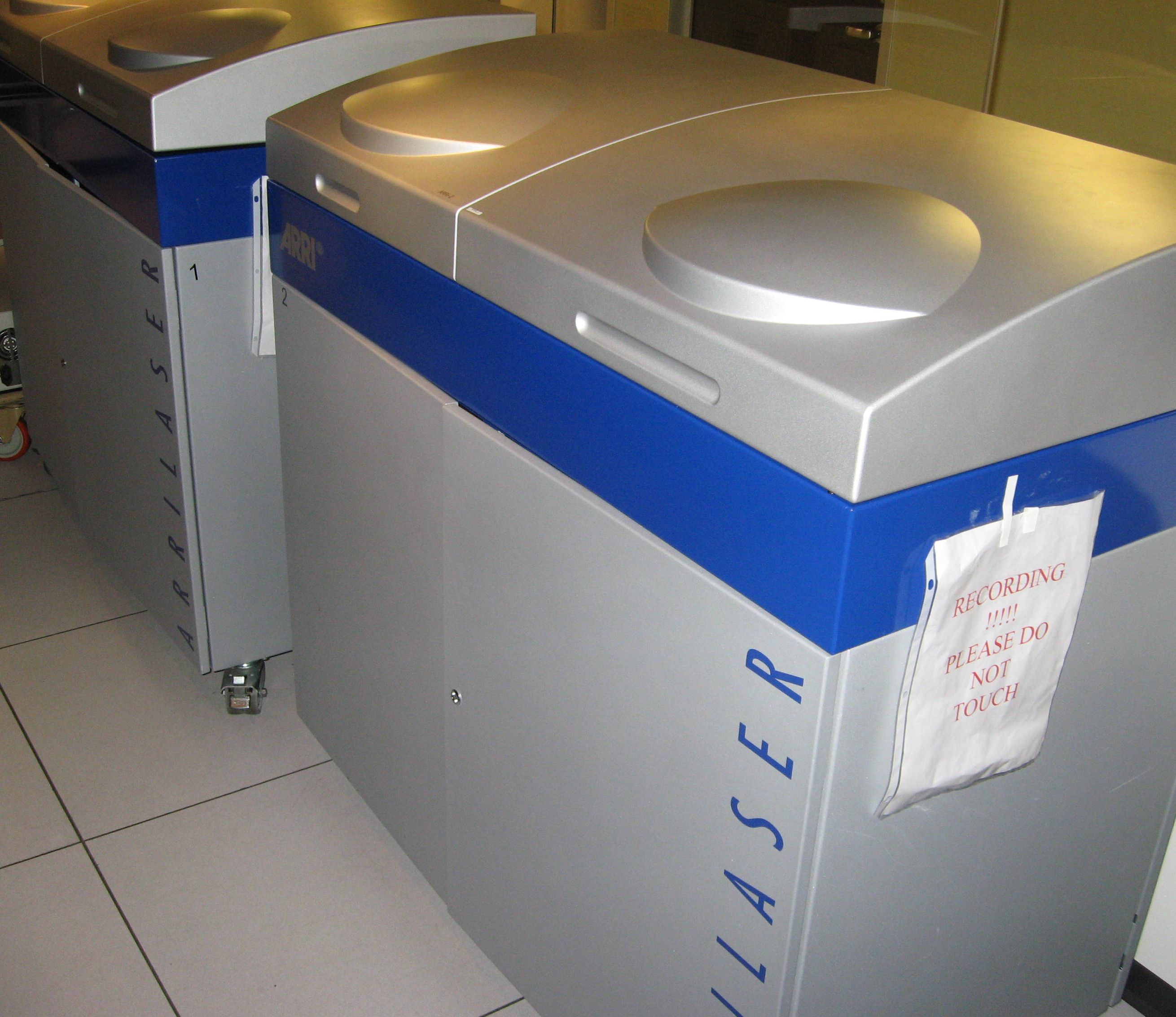
Фильм-рекордер Arrilaser.

Фи́льм-реко́рдер, фильм-принтер – устройство графического вывода, предназначенное для печати цифрового изображения на киноплёнке или фотоплёнке. Применяется, главным образом, в цифровом кинематографе для изготовления плёночных фильмокопий, и в полиграфии для изготовления офсетных фотоформ (фотовывод).

## История
До изобретения и широкого распространения магнитной видеозаписи устройства, аналогичные фильм-рекордерам, использовались для архивирования телевизионных передач и их последующего воспроизведения телекинопроектором. Такая технология получила название «кинорегистрация видеосигнала» и обеспечивала низкое качество получаемого изображения. С появлением видеомагнитофонов кинорегистраторы вышли из употребления. Однако вывод электронного изображения на киноплёнку стал необходим в кинематографе. Первые разработки, позволяющие переводить видеозапись на киноплёнку при помощи лазеров, появились уже в начале 1970-х годов. В СССР комплекс соответствующей аппаратуры был разработан ЛИКИ в 1980 году.
После появления цифровых спецэффектов фильм-рекордеры использовались для перевода полученного цифровыми методами изображения на киноплёнку. Распространённая с 1990-х годов технология Digital Intermediate также невозможна без использования фильм-рекордеров, переводящих полученное изображение на плёночный носитель. 
В настоящее время, вследствие повсеместного распространения цифровых технологий фильмопроизводства с применением цифровых кинокамер, фильм-рекордеры используются для печати дубльнегатива фильма. Последний служит промежуточным носителем, с которого контактным способом печатается тираж плёночных фильмокопий. Их большая часть предназначена для малобюджетных кинотеатров, оборудованных обычными кинопроекторами.

## Принцип действия
При работе фильм-рекордер получает цифровое растровое изображение с компьютера через специальный интерфейс. В первых фильм-рекордерах происходила оптическая печать изображения с видеомонитора высокого разрешения объективом на светочувствительную киноплёнку. Существовали технологии печати с электронно-лучевой трубки или сфокусированным световым пучком, сканирующим плёнку. При цветной печати с электронно-лучевой трубки на неё последовательно подавались три монохромных изображения, экспонирующие плёнку за тремя цветными светофильтрами, которые менялись синхронно со сменой цветового канала на кинескопе. Светофильтры монтировались во вращающемся обтюраторе, синхронизированном с грейферным механизмом, перемещающим киноплёнку на шаг кадра.
Современные фильм-рекордеры производят печать тремя лазерными лучами основных цветов: красным, синим и зелёным. Каждый из лучей экспонирует отдельный светочувствительный слой позитивной плёнки, чувствительный к соответствующему участку спектра. Высококачественные фильм-рекордеры позволяют получать линейное разрешение до 120 линий на миллиметр, или стандартное разрешение цифрового кинематографа 2К или 4К. При этом скорость печати может быть невысокой: фильм-рекордер Arrilaser HD/DI экспонирует каждый кадр в течение 1,7 секунды при разрешении 2К.